# Santobius annulipes
Santobius annulipes is een hooiwagen uit de familie Podoctidae. De originele naamcombinatie (protoniem) was Mesoceras annulipes Sørensen, 1886. Een volgende naamrecombinatie werd gepubliceerd als Ibalonius annulipes (Sørensen, 1886) in Loman 1902. De soortnaam is bijgewerkt naar de latere formatie, Santobius annulipes (Sørensen, 1886) in Kury & Machado 2009. 